# Totila
Totila, pravo ime Baduila ili Badvila (Treviso, ? – Italija, srpanj 552.), ostrogotski kralj od 541. godine do svoje smrti. Bio je nećak kralja Hildebada (540. – 541.) i rođak vizigotskog kralja Teudisa (531. – 548.), a naslijedio je kralja Erarika, koji je vladao svega pet mjeseci.
Vjerojatno je isprva bio vojni zapovjednik u Trevisu. Sudjelovao je u ubojstvu kralja Erarika te je preuzeo kraljevsku vlast. Nastavio je rat protiv Bizanta te uspješno obnovio ostrogotsku vlast u južnoj Italiji. Ostvario je niz vojnih pobjeda, vratio središnju Italiju pod ostrogotsku vlast, dvaput je zaposjeo Rim (546. i 550.), opljačkao Siciliju, opustošio grčku obalu, osvojio Sardiniju i Korziku.
Godine 552. porazio ga je bizantski vojskovođa Narzes u bitci kraj današnjeg Gubbija u Umbriji. Umro je uskoro nakon toga od posljedica ranjavanja. Naslijedio ga je kralj Teja za čije je kratkotrajne vladavine propalo Ostrogotsko Kraljevstvo.
Srednjovjekovni kroničari na području Dalmacije, poput nepoznatog autora Ljetopisa Popa Dukljanina (12. stoljeće) i Tome Arhiđakona (1200. – 1268.), smatrali su ga jednim od predaka hrvatskih vladara.

## Vanjske poveznice
- Totila Hrvatska enciklopedija
- Totila Proleksis enciklopedija
- Totila, ostrogotski kralj Britannica (engl.)
- Totila – worldhistory.org (engl.)